# 金姫廷

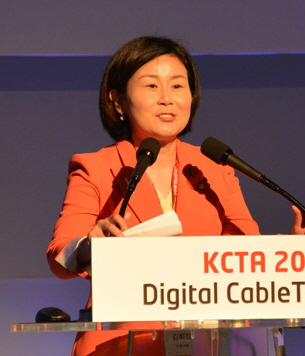
2013年

金 姫廷（キム・ヒジョン、1971年4月13日 - ）は、大韓民国の政治家、セヌリ党所属の国会議員。2014年から2016年にかけて朴槿恵政権下で女性家族部長官を勤め、慰安婦問題の担当者となっていた。
釜山西区出身。本貫は慶州金氏。延世大学校、同大学院卒業。

## 国会議員当選歴
2004年の第17代総選挙では釜山蓮堤選挙区から当選した。当選時は33歳で、第17代総選挙での最年少の国会議員当選者となった。
2012年の第19代総選挙では同じ選挙区から再選した。当選時は妊娠8か月で、韓国史上初の「妊婦国会議員当選者」となった。
2024年の第22代総選挙で同じ選挙区から三選。

## 政治姿勢・言動
2013年5月27日-29日、 韓国国会女性家族委員会所属の女性議員らと訪日。日本の議員や市民団体に対し、従軍慰安婦問題をめぐる日本側の妄言について抗議する書簡などを渡した。
2014年の朴槿恵政権による内閣改造で、女性家族部長官に就任。2015年3月には、国際連合本部で開幕した女性の地位委員会の全体会議に長官として出席、慰安婦問題に関連して日本を批判した。